# Xenomorph (band)
Xenomorph is een deathmetalband uit Leiden, Zuid-Holland. Xenomorph liet voor het eerst van zich horen in de jaren negentig in de slipstream van stadgenoot Creepmime.
In 2000 tekende Xenomorph een contract met het Duitse label System Shock, op dat moment succesvol met releases van in het bijzonder Vader en Malevolent Creation. In 2001 werd Xenomorphs debuutalbum Baneful Stealth Desire uitgebracht. In de zomer van 2002 volgde, ter promotie, een tournee door Europa met Master en Krabathor.
Na het ter ziele gaan van System Shock Records, tekende Xenomorph bij Under Her Black Wings dat in 2005 het album Necrophilia Mon Amour uitbracht. In 2006 volgde wederom een tournee door Europa, ditmaal met Macabre, Impaled Nazarene en Jungle Rot.

## Bandleden

### Tegenwoordige bezetting
- De Tombe - Zang
- Kreft - Gitaar
- JRA - Basgitaar
- Bomber V - Slagwerk

### Voormalige bandleden
- Coert Zwart - Gitaar
- Carmen van der Ploeg - Zang
- Vincent Scheerman - Gitaar
- Ciro Palma - Drums
- Dennis van Driel - Bass

## Albums
- 2001 - Baneful Stealth Desire (System Shock Records)
- 2005 - Necrophilia Mon Amour (Under Her Black Wings)